# François Remetter
François Remetter est un footballeur international français, d'ascendance yéniche, né le 8 août 1928 à Strasbourg et mort le 30 septembre 2022 dans la même ville. Il évolue au poste de gardien de but de la fin des années 1940 au milieu des années 1960.
Formé au RC Strasbourg, il évolue ensuite notamment au Club Sportif Thillotin, au FC Metz, au FC Sochaux, aux Girondins de Bordeaux et au Limoges FC où il finit sa carrière professionnelle.
Il compte 26 sélections en équipe de France et dispute deux Coupes du monde : en 1954 et en 1958 (terminant troisième de la compétition avec les Bleus).

## Biographie
François Remetter était considéré comme un « fou génial ». Il fut d'ailleurs longtemps attaquant avant de devenir gardien de but sur le tard, à force de servir de sparring-partner lors des entraînements du groupe professionnel au cours de son premier passage au RC Strasbourg en catégorie jeunes. Son entraîneur, Émile Veinante, le bombarde alors gardien de but de l'équipe réserve du RC Strasbourg. Cependant, il lui arriva de porter les couleurs du Limoges FC au poste d'attaquant, lors de rencontres de championnat professionnel.
Transféré au Thillot dans les Vosges, il connaît alors sa première sélection en équipe nationale avec l'Équipe de France Militaire qui remporte la coupe du monde militaire en 1949 à l'issue d'une finale à Colombes devant 60 000 spectateurs. Il devient ensuite le gardien de but de l'équipe de France amateurs.
Transféré en 1950 au FC Metz, où il retrouve son entraîneur Émile Veinante, François Remetter est sélectionné pour la première fois en équipe de France A en 1953. Le « voltigeur » Remetter passe ensuite à Sochaux puis à Bordeaux, qui évolue alors en D2.
Remetter participe aux Coupes du monde 1954 (dont il était le dernier joueur vivant depuis 2017) et 1958 avec l'équipe de France. Lors du mondial suédois de 1958, Remetter participe à deux matches, contre le Paraguay et la Yougoslavie. Il ne joue pas les derniers matches qui voient la France obtenir la troisième place.
Remetter est sélectionné pour la dernière fois en équipe de France en 1959. Il poursuit ensuite sa carrière pendant une dizaine d'années à Limoges, au Havre, au RC Strasbourg et chez les Pierrots Vauban (Strasbourg).
Il meurt à Strasbourg le 30 septembre 2022 à l'âge de 94 ans,,.

## Palmarès de joueur
- Champion du monde militaire en 1947
- 26 sélections en équipe de France A entre 1953 et 1959[4].
- Vice-Champion de D2 en 1951 (FC Metz)
- Finaliste de la Coupe Drago en 1961 (RC Strasbourg)
- Coupe de la Ligue française en 1964 (RC Strasbourg)

### Source
- Voir sa biographie détaillée au sein de l'ouvrage de Bertrand Munier, Lorraine Etoiles du Sport, Éditions Serpenoise, 2008